# Michael Hoenig
Michael Hoenig (Amburgo, 1952) è un compositore e musicista tedesco.
Ha composto musiche per film, serie televisive e videogiochi, tra cui: 9 settimane e ½, Dark Skies - Oscure presenze e Baldur's Gate.

## Discografia
- Departure from the Northern Wasteland (1978)
- Xcept One (1987)

## Filmografia parziale

### Cinema
- 9 settimane e ½ (9½ Weeks), regia di Adrian Lyne (1986)
- Il replicante (The Wraith), regia di Mike Marvin (1986)
- Non aprite quel cancello (The Gate), regia di Tibor Takács (1987)
- Blob - Il fluido che uccide (The Blob), regia di Chuck Russell (1988)
- Sola... in quella casa (I, Madman), regia di Tibor Takács (1989)
- Classe 1999 (Class of 1999), regia di Mark L. Lester (1990)
- Van Helsing - Dracula's Revenge (Dracula 3000), regia di Darrell James Roodt (2004)

### Televisione
- Max Headroom - serie TV, 5 episodi (1987-1988)
- Al di sopra di ogni sospetto (Above Suspicion) - film TV, regia di Steven Schather (1995)
- Dark Skies - Oscure presenze (Dark Skies) - serie TV, 19 episodi (1996-1997)
- The District - serie TV, 23 episodi (2000-2001)

## Videogiochi
- Baldur's Gate (1998)
- Baldur's Gate II: Shadows of Amn (2000)